# Schwarzbrauen-Mausdrossling
Der Schwarzbrauen-Mausdrossling (Malacocincla perspicillata, Synonym: Turdinus perspicillatus) ist eine kaum erforschte Vogelart aus der Familie der Drosslinge (Pellorneidae). Früher wurde er den Timalien (Timaliidae) zugeordnet und als Schwarzbrauen-Maustimalie bezeichnet. Er ist in Kalimantan Selatan auf der Insel Borneo endemisch und war lange nur vom Typusexemplar bekannt, bevor er im Jahr 2020 nach über 170 Jahren wiederentdeckt wurde.

## Merkmale
Der Holotypus des Schwarzbrauen-Mausdrossling misst 16 cm. Der Scheitel ist einfarbig braun. Ein bräunlich-schwarzer Überaugenstreif verläuft von oberhalb des Schnabels bis zu den Nackenseiten. Der Nacken ist undeutlich graubraun. Die Oberseite, die Oberflügeldecken und der Schwanz sind stumpf rotbraun. Die Federn des Bürzels und der unteren Flanken sind dicht und flauschig. Die Zügel sind weißlich mit einem schwarzen Bereich vor den Augen. Die Wangen und die Ohrdecken sind leicht braun-hellgrau gefärbt. Letztere haben weißliche Schaftstreifen. Ein weißlicher Augenring ist zumindest auf der unteren Augenhälfte sichtbar. Kinn und Kehle sind weißlich. Wange und Brust sind hellgrau mit schmalen weißlichen Streifen. Die hellgraue Färbung des Oberbauchs geht an den Flanken, am Unterbauch und Unterschwanz in ein stumpfes Rotbraun über. Die Bauchmitte ist mittelgrau durchsetzt. Die Farbe der Iris ist tiefrot. Der Schnabel ist ziemlich lang und kräftig mit einem deutlichen Haken. Schnabelbasis und Schnabelfirst sind schwärzlich-braun, zur Spitze hin wird der Schnabel heller. Die Beine sind dunkel schiefergrau. Die Geschlechter ähneln sich vermutlich. Die Jungvögel sind unbeschrieben.

## Systematik
Der Schwarzbrauen-Mausdrossling wurde 1850 von Charles Lucien Jules Laurent Bonaparte als Cacopitta perspicillatum beschrieben. Richard Bowdler Sharpe klassifizierte ihn 1883 in die Gattung Turdinus und gab Java als Typuslokalität an. 1895 stellte ihn Johann Büttikofer in die Gattung Malacocincla und erwähnte, dass die Art von Carl Schwaner auf Borneo gesammelt wurde. 1960 wurde er im Werk The Birds of Borneo von Bertram Smythies erstmals illustriert. Verschiedentlich wurden Zweifel am taxonomischen Status angemeldet und er wurde entweder als Unterart des Horsfieldmausdrosslings (Malacocincla sepiaria) oder als Synonym der heute ungültigen Art Malacocincla vanderbilti betrachtet. 1995 bestätigte Gerlof Fokko Mees den Status als valide Art und nahm an, dass sich die Terra typica wahrscheinlich in der Nähe von Martapura oder Banjarmasin in Südkalimantan befand.

## Lebensweise
Über seine Lebensweise ist nichts bekannt, aber die vergleichsweise kurzen und kräftigen Tarsen lassen vermuten, dass der Schwarzbrauen-Mausdrossling mehr baumbewohnend ist als andere Mausdrossling-Arten.

## Status
Die IUCN stuft den Schwarzbrauen-Mausdrossling in die Kategorie „unzureichende Datenlage“ (data deficient) ein. Er hat ein eingeschränktes Verbreitungsgebiet im Tiefland von Kalimantan. Er wurde oft für ausgestorben gehalten, da er lange nur von dem Typusexemplar bekannt war, das höchstwahrscheinlich zwischen 1843 und 1848 in der Umgebung von Martapura (oder möglicherweise Banjarmasin) in Südkalimantan gesammelt wurde. Im Oktober 2020 gelang einem indonesischen Vogelbeobachter die Wiederentdeckung durch den Fang eines Exemplars und eine Stimmenaufzeichnung. Im Dezember 2020 konnte ein anderer Beobachter eine weitere Stimmenaufzeichnung vornehmen. Da Nachstellungen für den Käfigvogelhandel und Störungen befürchtet werden, wird der Ort der Wiederentdeckung geheim gehalten. Die Bestände sind wahrscheinlich in den letzten Jahrzehnten infolge der umfangreichen Waldzerstörung in der Region zurückgegangen. Der gesamte ursprüngliche Tieflandlebensraum um Martapura ist verschwunden und auch der Lebensraum im 300 km² großen Pleihari-Tanah-Laut-Naturreservat ist zerstört worden und besteht nur noch aus stark degradiertem Bergwald.